# Eppinger Zeitung
Die Eppinger Zeitung war von 1897 bis 1971 eine selbstständige Tageszeitung für Eppingen und Umgebung im nördlichen Baden-Württemberg.
Die Zeitung wurde von dem Buchdruckermeister Heinrich Luz (1871–1926) gegründet und nach dessen frühen Tod von seinem Sohn Fritz Luz (* 27. Februar 1905 in Eppingen; † 5. Februar 1987 ebenda) fortgeführt.
Im Jahr 1897 gründete Heinrich Luz eine Akzidenzdruckerei in der Brettener Straße 5 und zog nach Gründung der Zeitung 1901 in die Gerbergasse 1 um. Dort wurde bis 1921 die Eppinger Zeitung gedruckt, nun mit einer Schnellpresse, die vier Zeitungsseiten gleichzeitig drucken konnte und von einem Motor angetrieben wurde. Das Büro blieb in diesem Haus, und die Druckerei zog 1921 in die unmittelbare Nachbarschaft in die Kleinbrückentorstraße.
Die Eppinger Zeitung erschien vom 1. Oktober 1899 bis 31. Dezember 1971, mit einer Erscheinungsunterbrechung von 1941 bis 1949. 1949 wurde sie als Neue Eppinger Zeitung wiedergegründet und ab dem 1. Januar 1954 wieder in Eppinger Zeitung umbenannt. Ihr Untertitel lautete Süddeutsche Heimatzeitung für Eppingen und Umgebung. Das Verbreitungsgebiet war der südliche Teil des Landkreises Sinsheim. Die Eppinger Zeitung war das offizielle Verkündungsblatt für die Behörden und das Amtsgericht in Eppingen.
Mit dem Verkauf der Verlagsrechte zum 1. Januar 1972 an die Heilbronner Stimme endete die eigenständige Existenz der Eppinger Zeitung. Unter gleichem Namen erschien bis 17. Februar 2001 eine Bezirksausgabe der Heilbronner Stimme (Untertitel: Sulzfelder Nachrichten), die dann in der Regionalausgabe Kraichgau Stimme aufging.